# Старое Балтачево
Ста́рое Балта́чево (тат. Иске Балтач) — деревня в Актанышском районе Республики Татарстан, в составе Старокурмашевского сельского поселения.

## География
Деревня находится на реке Шабиз, в 22 км к западу от районного центра, села Актаныш. 

## История
В «Списке населенных мест по сведениям 1870 года», изданном в 1877 году, населённый пункт упомянут как деревня Старая Балтачева 1-го стана Мензелинского уезда Уфимской губернии. Располагалась при речке Шабызе, по левую сторону почтового тракта из Мензелинска в Бирск, в 50 верстах от уездного города Мензелинска и в 20 верстах от становой квартиры в деревне Поисева. В деревне, в 40 дворах жили 471 человек (245 мужчин и 226 женщин, тептяри), были мечеть, училище, 3 водяные и ветряная мельницы. Жители занимались земледелием, скотоводством.

## Население
| 1795 | 1859 | 1870 | 1884 | 1897 | 1906 | 1913 | 1920 | 1926 | 1938 | 1949 | 1958 | 1970 | 1979 | 1989 | 2002 | 2010 | 2015 |
| ---- | ---- | ---- | ---- | ---- | ---- | ---- | ---- | ---- | ---- | ---- | ---- | ---- | ---- | ---- | ---- | ---- | ---- |
| 70   | 263  | 471  | 321  | 371  | 405  | 451  | 454  | 493  | 473  | 271  | 294  | 325  | 248  | 146  | 135  | 120  | 118  |

Национальный состав села: татары.